# Китап (производственное объединение)
«Китап» (каз. «Кітап») — производственное объединение полиграфических предприятий, созданное в Алма-Ате в 1976 году.
В состав производственного объединения вошли следующие предприятия:
- Алма-Атинский полиграфкомбинат, созданный в 1947 году.
- Фабрика книги, основанная в 1973 году.
- Типография оперативной и билетно-бланочной продукции.
- Типография по изготовлению ученических тетрадей и бумажно-беловых товаров.

Основной продукцией производственного объединения являлись книги и брошюры, тетради общие, школьные и для рисования, дневники ученические, блокноты и т. д.
В феврале 2003 года объединние в связи с объединением с предприятием «Дауир» (каз. «Дәуір») преобразовано в ТОО «Республиканский полиграфическо-издательский комплекс „Дауир“».